# 奇雲·邦特
奇雲·邦特（英語：Kevin Bond，1957年6月22日—），生於英國倫敦韋斯咸，已退役英格蘭足球運動員，司職中堅，現時是英格蘭足球教練，被香港傳媒譽為「神奇領隊」，在出任香港飛馬總領隊短短個多月內便帶領球隊有脫胎換骨表現，並連奪兩項盃賽冠軍。

## 球會生涯
奇雲·邦特生於英國倫敦韋斯咸，在般尼茅夫開始他的職業生涯，他的父親約翰·邦特就是般尼茅夫的教練，當奇雲邦特的父親當上了諾域治的教練後，他也跟隨轉投諾域治。
1976年4月，奇雲·邦特首次代表諾域治比賽是對李斯特城，他為球會上陣142場取得12個入球，最終他在多佛競技結束職業足球生涯。

## 教練生涯
2006年10月12日，奇雲·邦特擔任般尼茅夫的教練，簽約至季尾。2008年10月27日，奇雲邦特再次與哈利·列納合作，擔任熱刺的副領隊，在2012年離開。2015年11月，奇雲邦特應香港足球總會邀請來港，客串指導本地教練課程，之後亦曾為飛馬客串，帶領球隊到東莞練兵一段日子。
2016年4月，香港飛馬宣布奇雲·邦特出任總領隊，與教練李志堅及助教陳浩然合作直到季尾。香港飛馬自獲得奇雲·邦特獻策出任總領隊後，表現愈戰愈勇。在2016年5月1日，香港飛馬於足總盃4強憑一招由奇雲·邦特精心策劃的蠱惑角球入球，並引來網上熱話。2016年5月15日及18日，奇雲·邦特分別於4日內帶領香港飛馬兩奪足總盃和菁英盃冠軍。2016年6月，他獲香港老牌勁旅南華邀請加盟。
2016年6月6日，在英超護級失敗的阿士東維拉公佈奇雲·邦特落實擔任阿士東維拉一隊教練。2016年11月7日，香港飛馬與由奇雲·邦特介紹的領隊加倫在和平解約後，宣佈奇雲·邦特重掌香港飛馬帥印。
2017年2月20日，在季內任何賽事都不能倒戈的陳肇麒於香港飛馬作客南華的聯賽正選上陣，並交出一個助攻協助香港飛馬以2–0勝出，不過賽後香港飛馬被指違返雙方轉會協議，而奇雲邦特坦言自己知道兩間球會有合約條款，但不知是否白紙黑字，亦否認藐視合約或不尊重對方，只是做了作為領隊應做的事，就是派出最好的球員出賽。
2017年5月23日，英冠球會伯明翰教練哈利列納在英國最大的體育電台Talksport接受訪問時透露了老戰友奇雲邦特將再任其副手的消息，並指過往奇雲邦特能力出眾總是與他並肩作戰。
2019年1月，奇雲·邦特獲香港足球總會邀請，擔任香港聯賽選手隊教練，出戰2019年賀歲盃足球賽。

## 榮譽
香港聯賽選手隊
- 香港賀歲盃季軍（2019）

香港飛馬
- 足總盃冠軍（2015–16）
- 菁英盃冠軍（2015–16）